# Çepni
 (mars 2017).
Si vous disposez d'ouvrages ou d'articles de référence ou si vous connaissez des sites web de qualité traitant du thème abordé ici, merci de compléter l'article en donnant les références utiles à sa vérifiabilité et en les liant à la section « Notes et références ».
Les Tchepnis ou Çepni sont un ancien peuple turc.

## Historique
Ils constitueraient la 21e tribu de la confédération des Turcs Oghouzes.